# Spogliamoci così, senza pudor...
Pour plus de détails, voir Fiche technique et Distribution.
Spogliamoci così, senza pudor... est une comédie érotique italienne à sketches réalisée par Sergio Martino et sortie en 1976. 
Comme son prédécesseur, Sexycon, il s'agit d'un film composé d'une série de quatre sketches comiques qui parodient les mœurs sexuelles italiennes.

## Synopsis
Il detective
Un détective privé est chargé de surveiller en permanence une femme injustement soupçonnée d'infidélité par son mari. L'homme met tout en œuvre pour convaincre le client de l'infidélité de sa femme, quitte à recourir à des tromperies sournoises. En réalité, c'est le mari qui trompe la femme, qui plus est, précisément avec la femme de l'enquêteur.
La squadra di calcio
Dante Zatteroni, un ancien footballeur incarcéré, rencontre un ancien camarade, devenu entraîneur d'une équipe de football féminin, dont l'attaquante se blesse à la veille du match décisif contre l'adversaire direct pour le titre. Dante se déguise en femme et, pendant le match, fait étalage de toute sa classe en marquant cinq buts, mais un coup franc tiré par l'équipe adverse le frappe aux parties et la douleur qui en résulte révèle la supercherie.
L'armadio di Troia
Un producteur de cinéma, soumis à sa femme, met au point une ruse pour rencontrer sa maîtresse française impatiente, mais le plan est perturbé par l'intrusion dans sa villa de deux voleurs se faisant passer pour des déménageurs, venus livrer une armoire dans laquelle se cache un troisième complice.
La visita
À Venise, l'escapade d'un jeune couple est compliquée par la mort soudaine d'un notaire qui vit dans le même palais que la femme, ce qui déclenche une série de malentendus. L'homme, en effet, pour justifier sa présence dans le palais, mais surtout dans l'appartement de la femme, prétend être le fils illégitime du défunt que le mari de la femme avait été chargé de retrouver pour le légitimer.

## Fiche technique
- Titre original italien : Spogliamoci così, senza pudor...[2],[3] (littéralement : « Déshabillons-nous comme ça, sans pudeur... »)
- Réalisation : Sergio Martino
- Scénario : Sandro Continenza, Raimondo Vianello
- Photographie : Giancarlo Ferrando (it), Roberto Gerardi
- Montage : Eugenio Alabiso
- Musique : Enrico Simonetti
- Effets spéciaux : Dino Galliano
- Décors : Elena Ricci Poccetto (it)
- Maquillage : Luca Sabatelli
- Production : Luciano Martino
- Sociétés de production : Medusa Film
- Pays de production :  Italie
- Durée : 110 minutes
- Genre : Comédie érotique italienne
- Format : Couleur - Son mono - 1,85:1 - 35 mm
- Dates de sortie : 
  - Italie : 3 décembre 1976

## Distribution
Il detective
- Aldo Maccione : Aldo, le détective privé
- Alvaro Vitali : Broccolini (XX2), l'assistant d'Aldo
- Maria Baxa : Maria, la femme d'Aldo
- Ria De Simone : femme adultère
- Marcello Mandò : mari de la femme adultère
- Francesco Anniballi : chauffeur

La squadra di calcio
- Enrico Montesano : Dante Zatteroni
- Gianfranco Barra : entraîneur Franco Corradini
- Armando Brancia : le président Bernasconi
- Angelo Botti : Crepaldi, premier secrétaire du président
- Gianfranco Cardinali : deuxième secrétaire du président
- Marzio Onorato : Enrico
- Carlo Demi : père d'Enrico
- Brenda Welch : footballeuse lesbienne

L'armadio di Troia
- Alberto Lionello Giangi Busacca
- Barbara Bouchet : Violante, épouse de Giangi
- Nadia Cassini : Françoise, la maîtresse de Giangi
- Ennio Colaianni : le domestique Santino
- Ninetto Davoli : Pietro, premier voleur
- Angelo Pellegrino : Felice, deuxième voleur
- Sergio Di Pinto : Dante, troisième voleur
- Sophia Lombardo : fille dans un bateau
- Adriano Amidei Migliano : Giorgio
- Salvatore Baccaro : marin
- Fernando Cerulli : conducteur qui sauve Giangi

La visita
- Johnny Dorelli : Marco Antonioli
- Ursula Andress : Marina Zennaro
- Daniele Vargas : avocat Augusto Zennaro
- Gianrico Tedeschi : Silvestri
- Clara Colosimo : veuve Agnese Partibon
- Vera Drudi : Rosina, la servante de Partibon
- Nicoletta Piersanti : fille de Luigi Partibon
- Renato Malavasi : concierge de l'immeuble
- Franco Bagagli : le vrai fils secret de Luigi Partibon